# Sementsovka
Sementsovka (del ruso: Семенцовка) es un jútor del raión de Krymsk del krai de Krasnodar, en Rusia. Está situado en las vertientes septentrionales del extremo de poniente del Cáucaso Occidental, en una zona de montañas boscosas, en la orilla derecha del río Shids, tributario del río Psyzh, afluente del Adagum, de la cuenca del Kubán, 9 km al sureste de Krymsk y 84 km al oeste de Krasnodar. Tenía 3 habitantes en 2010
Pertenece al municipio Prigoródnoye.